# Minna Canth
Minna Canth, właśc. Ulrika Wilhelmina Johnsson (ur. 19 marca 1844 w Tampere, zm. 12 maja 1897 w Kuopio) – fińska pisarka dramatyczna i feministka. Jedna z pionierek współczesnego teatru fińskiego. Jej utwory dotyczą głównie praw kobiet, zwłaszcza w kontekście kulturowym i reprodukcyjnym. Jej najbardziej znane dzieło to Rodzina pastora. Za życia uznana za postać kontrowersyjną, głównie z powodu głoszenia poglądów feministycznych. Pierwsza Finka, dla której ustanowiono liputuspäivä w 2007 r.
Minna Canth rozpoczęła działalność literacką w dojrzałym wieku, jako wdowa wychowująca siedmioro dzieci. Jej najważniejsze dzieła to Työmiehen vaimo (Żona robotnika) i Anna Liisa. Tematem pierwszej sztuki jest cierpienie kobiety, której mąż – alkoholik przepija wszystkie pieniądze. Premiera sztuki okazała się skandalem, niemniej kilka miesięcy później parlament wprowadził ustawę o rozdzielności majątkowej małżonków.
Anna Liisa to sztuka, której tematem są losy piętnastoletniej dziewczyny w ciąży. Dziewczyna usuwa ciążę z pomocą matki swego chłopaka, jednak kilka lat później, gdy chce wyjść za mąż, jest szantażowana przez Mikko i jego matkę. Anna Liisa odmawia i kończy w więzieniu.